# Pollet

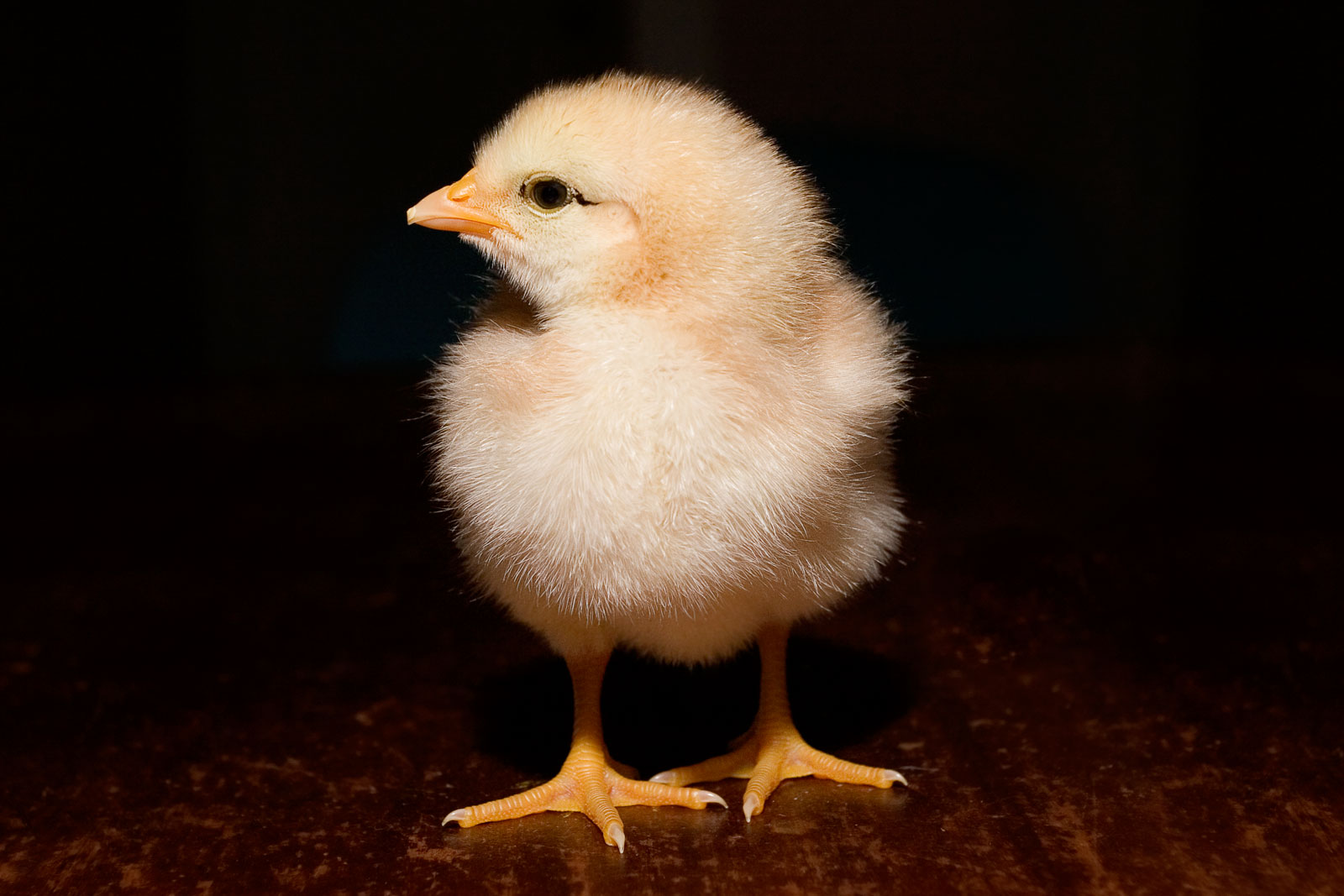
Pollet. Cria precoç de Gallus gallus domesticus, d'un dia de vida

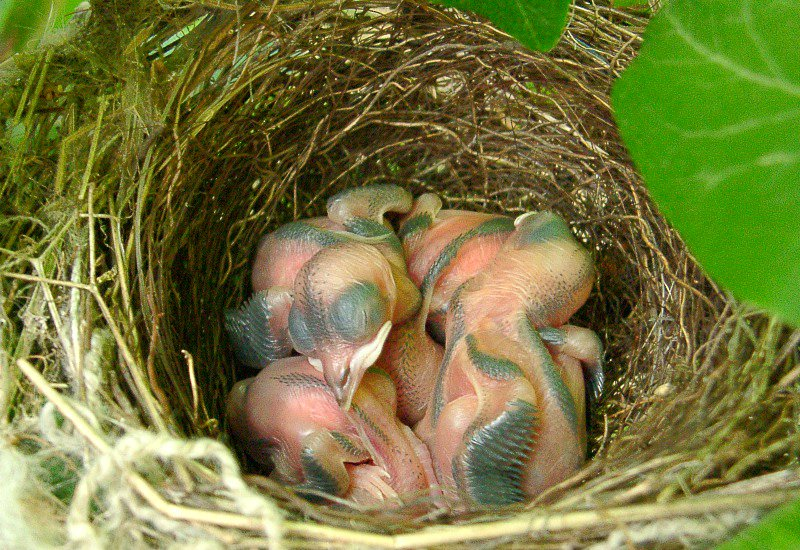
Polls de pardal comú

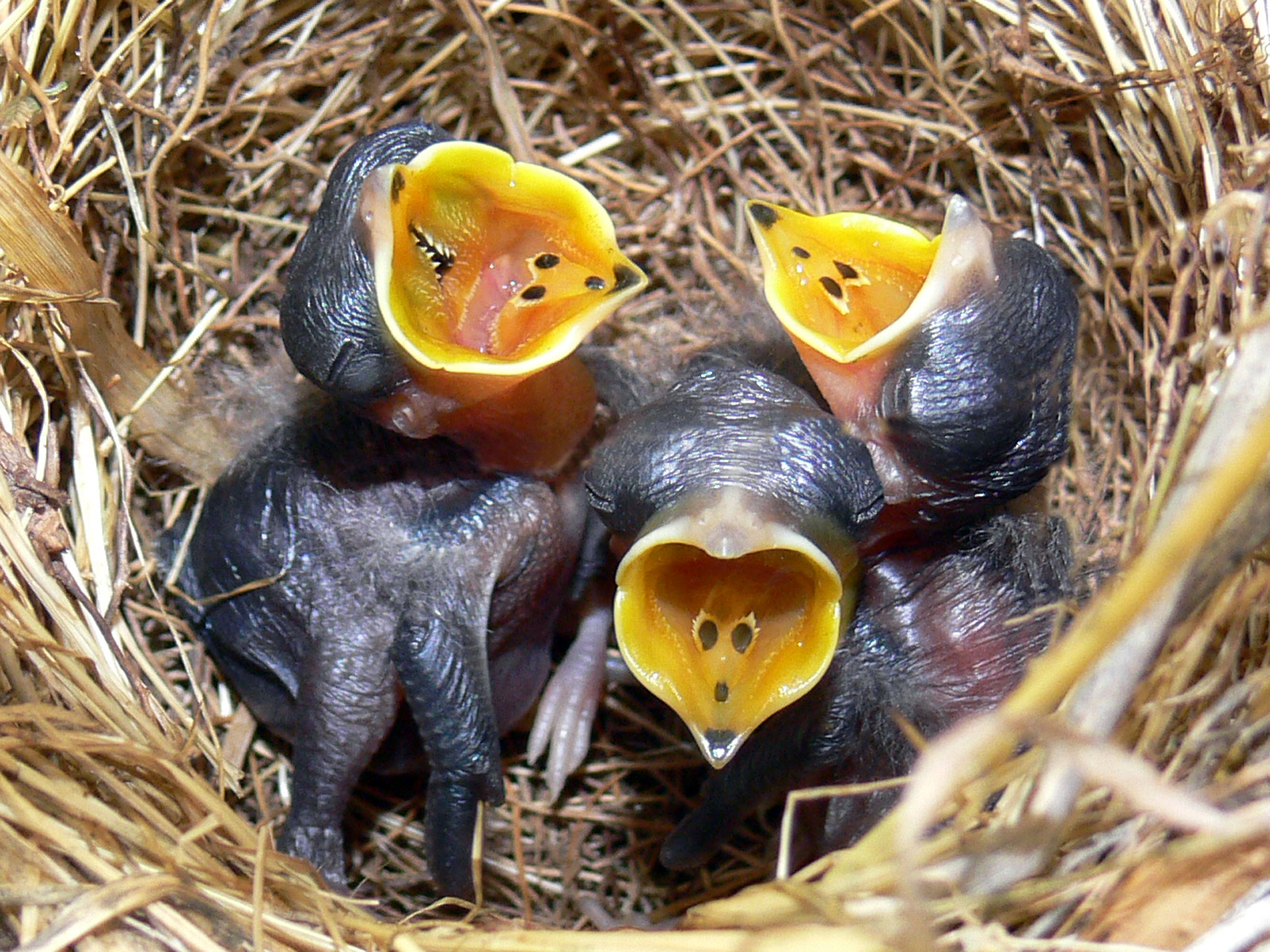
Cries de Anthus novaeseelandiae mostrant les seves cridaneres taques de la gola per a demanar aliment

Poll o pollet és una cria d'ocell. Rep aquest nom d'ençà que fa la desclosa fins que aprèn a valer-se per si mateix sense necessitat de les cures dels adults, i gràcies al desenvolupament fisiològic corresponent, que és el que en realitat li forneix independència.

## Descripció
La descripció depèn de les diferents espècies encara que, en general, són de grandària molt reduïda. Les d'algunes espècies presenten un fi plomissol, i unes altres neixen completament nues o pelades, desproveïdes de qualsevol mena de ploma; al cap de pocs dies comença a aparèixer el plomissol, i després de diverses setmanes de desenvolupament, presenten el seu plomatge juvenil.
En els ocells nidícoles, els becs dels polls presenten en la perifèria apèndixs cridaners, coneguts coma «boqueres», i en la gola certs senyals o taques, també molt cridaners, de colors vistosos, que tenen l'objectiu d'estimular llurs progenitors a l'hora de ser alimentats.

## Tipus de cries
Els pollets es poden classificar, a grans trets, en dos grups o categories generals: altricials o nidícoles, i precoços o nidífugs, encara que ha de tenir-se en compte que també existeixen espècies de condicions intermediàries, com és el cas dels ocells de presa i les de l'ordre Procellariiformes.

### Altricials o nidícoles
S'entén per cria altricial tota aquella que neix cega i totalment sense defensa, nua, o bé, amb plomissol.
Espècies altricials són els ocells cantadors o ocells cantaires; és a dir, dins de l'ordre Passeriformes, totes les que pertanyen al subordre Passeri, que són al voltant d'unes 4000 espècies. També són altricials els pollets de moltes altres espècies passeriformes pròximes taxonòmicament als ocells cantors o ocells cantaires, així com els pelicans, els blauets, els picots i els falciots, entre d'altres.

### Precoços o nidífugs
S'entén per cria precoç tota aquella que en descloure l'ou presenta els ulls oberts i un dens plomissol. Sofreixen en pocs dies un cert desenvolupament que els permet de caminar i començar a procurar-se una part de l'aliment que ingereixen.
Algunes de les cries més precoces són, de manera general, l'aviram i, més concretament, totes aquelles de les espècies de la família Phasianidae (faisans, galls dindis, perdius i guatlles), així com totes aquelles de les espècies de la família Anatidae (ànecs, oques i cignes).